# Patrick Moore (astronome)
Pour les articles homonymes, voir Patrick Moore et Moore.
Patrick Alfred Caldwell-Moore, né le 4 mars 1923, à Pinner, dans la banlieue nord-ouest de Londres, mort le 9 décembre 2012 à Selsey dans le Sussex de l'Ouest, est un astronome amateur britannique. Il est surtout reconnu comme un spécialiste de l'observation de la Lune. Il a par ailleurs créé un catalogue astronomique qui porte son nom.
Il est parvenu à un statut prééminent en astronomie comme écrivain, chercheur, commentateur radiophonique et présentateur de télévision. Il est considéré comme la personne qui a le plus œuvré au bénéfice de l'astronomie vis-à-vis du grand public britannique. Il a présidé l'Association astronomique britannique, et a cofondé et présidé la Society for Popular Astronomy (Société pour l'astronomie populaire). Moore a écrit plus de 70 livres d'astronomie et il est le présentateur de la plus longue série d'émissions (avec le même animateur), The Sky at Night (Le Ciel de Nuit), sur la BBC. Des particularités telles que son débit de parole très rapide et son monocle en ont fait un personnage populaire des émissions de télévisions britanniques (notamment son apparition dans l'émission Gamemaster).
Il est aussi un authentique musicien autodidacte et un compositeur averti. Sa préférence va aux marches et valses viennoises du XIXe siècle, mais il s'est également intéressé au ragtime, à la polka et aux nocturnes. En 1981, il a interprété un solo de xylophone dans un gala de la Royal Variety Performance (en).

## Jeunesse
Patrick Moore est né à Pinner dans le Middlesex, fils du capitaine Charles Trachsel Caldwell-Moore MC (mort en 1947) et de Gertrude, née White, (morte en 1981 à l'âge de 94 ans). Sa famille a déménagé à East Grinstead dans le Sussex, où il passe son enfance. Marquée par une santé fragile, il reçoit une éducation à domicile, prodiguée par des précepteurs. Il s'intéresse à l'astronomie à l'âge de six ans, et à onze ans, il devient membre de la British Astronomical Association. Pendant la Seconde Guerre mondiale, Moore ment sur son âge, de façon à pouvoir rejoindre la Royal Air Force et, de 1940 à 1945, il sert comme navigateur sur les bombardiers, jusqu'à atteindre le grade de capitaine de l'armée de l'air. Il commence son entraînement au Canada, pendant lequel il rencontre Albert Einstein et Orville Wright, au cours d'un passage à New York. La guerre eut une influence significative sur sa vie : sa seule passion amoureuse connue se termine lorsque sa fiancée, une infirmière, est tuée par une bombe qui détruisit son ambulance. Par la suite, Moore remarque qu'il ne s'était jamais marié parce que, dit-il, « il n'existait personne d'autre pour moi. Un deuxième choix ne me convient pas. J'aurais aimé avoir une femme et des enfants, mais cela ne devait pas arriver. »
Après la guerre, Moore s'installe définitivement à Selsey, dans le Sussex, où il construit un télescope dans son jardin et commence à observer la Lune. Le sujet le fascine et il est désormais reconnu comme un spécialiste de l'observation lunaire. Un de ses domaines d'expertise est l'étude des apparitions furtives de la face cachée de la Lune, qui sont observables occasionnellement, lors de ses librations maximales. Il est également l'un des premiers observateurs des phénomènes lunaires transitoires (des apparitions lumineuses ou une modification d'aspect de la surface lunaire  pendant une courte durée), créant en 1968 le terme de LTP (Lunar Transient Phenomena).
En 1959, l'Union soviétique utilise les cartes établies par Moore des régions des limbes de la Lune pour établir la corrélation entre leurs premières images de la face cachée et les points remarquables sur la face visible. En 1965, il est engagé comme Directeur du nouveau planétarium d'Armagh en Irlande du Nord, poste qu'il occupa jusqu'en 1968. Pendant le programme Apollo, Moore est le présentateur attitré de la télévision britannique. Il a compilé le catalogue Caldwell des objets astronomiques, et en 1982, l'astéroïde (2602) Moore fut baptisé en son honneur.

## Télévision
Le 26 avril 1957, à 22 H 30, un évènement particulier devait marquer un repère dans la carrière de Patrick Moore. Ce soir-là, il présente le premier épisode de The Sky at Night. Il s'agit d'un programme, de la BBC, de vulgarisation sur l'astronomie. Il en présente tous les épisodes, à raison d'un chaque mois, excepté en juillet 2004, une intoxication alimentaire causée par l'ingestion d'un œuf d'oie ayant failli lui être fatale. Moore figure dans le Livre Guinness des records comme le présentateur le plus endurant, ayant présenté cette émission de 1957 a 2012. Les premières diffusions de The Sky at Night étant retransmises en direct, les téléspectateurs l'ont vu avaler une mouche devant la caméra. En 2004, l'arthrite empêche Moore de se déplacer jusqu'aux studio : depuis lors, l'émission est présentée depuis son domicile.
Le 1er avril 2007 l'édition semi-parodique du 50e anniversaire est présentée sur BBC1. Moore y apparaît sous les  traits d'un Maître du Temps, et présente, en guise d'invités spéciaux, les astronomes amateurs Jim Culshaw (qui lui-même représentait Moore en tant que  présentateur de la toute première émission de Sky at Night) et Brian May.  Cette édition ironique de l'émission comportait une anticipation de l'astronomie en l'an 2057, avec May évoquant le souvenir de son apparition pendant un concert désastreux sur la Lune, au cours duquel l'explosion accidentelle d'un réservoir de carburant avait projeté le batteur du groupe Queen, Roger Taylor, en orbite, montrant Taylor tournant autour de la  Lune, ses baguettes toujours à la main. Pendant l'émission, Moore essayait en vain d'avertir sa personnalité antérieure d'éviter les œufs d'oies, qui l'avaient empoisonnés en 2004, et il exprimait sa désapprobation sur la tranche horaire tardive allouée à l'émission.
Le 6 mai 2007, une émission spéciale de The Sky at Night est retransmise par BBC1, pour célébrer le 50e anniversaire de l'émission, avec une fête donnée dans les jardins de la maison de Moore, à Selsey, à laquelle assistent des astronomes amateurs et professionnels. Elle comportait une rétrospective des meilleurs moments des 654 éditions  précédentes, avec les souvenirs de Moore sur les invités des 50 années antérieures qui avaient été influencés d'une quelconque manière par l'émission ainsi que par Moore lui-même. Une autre émission spéciale, retransmise sur BBC4 le 9 décembre 2007, récapitulait les réalisations de l'astronomie durant les 50 dernières années, accompagnée d'une rétrospective des séquences de The Sky at Night présentant ces réalisations ainsi que les contributions d'astronomes reconnus aux émissions de cette période.
Moore est l'auteur de plus de 70 livres d'astronomie, tous rédigés sur une machine à écrire Woodstock de 1908, qu'il a toujours préférée à tout autre appareil plus moderne. Bien que la BBC lui ait retiré tout soutien financier, il produisit lui-même un DVD du 50e anniversaire de sa vie et de son œuvre baptisé The Astronomical Patrick Moore.

## Distinctions
En 1945, Moore est élu membre de la Royal Astronomical Society. En 1968, il est promu officier de l'Ordre de l'Empire britannique (OBE) et en 1988 promu commandeur (CBE). En 2001, il est distingué du titre de Knight Bachelor « pour services rendus, par la vulgarisation de la science et à la télévision ». La même année, il est admis comme membre honoraire de la Royal Society. En juin 2002, il est désigné comme vice-président honoraire de la Society for the History of Astronomy. Il a également reçu un BAFTA pour services rendus à la télévision.
Amateur passionné d'échecs, Moore emporte fréquemment un jeu miniature, et il a été nommé vice-président de la Sussex Junior Chess Association. En 2003, il présente à l'émission Britain's Brilliant Prodigies sur Carlton TV, le jeune David Howell de l'association Sussex Junior, au concours des meilleurs jeunes joueurs d'échec.
En 1999, Moore devient président honoraire de l'East Sussex Astronomical Society.

## Culture populaire
Outre la présentation de l'émission The Sky at Night, Moore a fait des apparitions dans nombre d'autres émissions de télévision ou de radio, parmi lesquelles Just a Minute, et de 1992 à 1998, dans le rôle-titre de l’émission GamesMaster (en) : il y tenait le rôle d'un maître à jouer se prétendant omniscient en matière de jeux vidéo. Il proposait des défis aux joueurs et répondait aux questions portant sur les trucs et astuces des jeux de consoles. Son aspect variait selon la saison. Ainsi lors de la première saison, il incarnait une intelligence artificielle, alors que pendant la cinquième saison, installé au Ciel, il ressemblait à un dieu.
Il a aussi fait des apparitions dans des rôles auto-parodiques dans plusieurs épisodes de la série télévisée The Goodies et dans l'émission Morecambe and Wise. Il a tenu un rôle secondaire dans la quatrième série du feuilleton radiophonique The Hitchhiker's Guide to the Galaxy, et l'un des rôles principaux de la pièce de science-fiction Independence Day UK produite par la BBC et la 20th Century Fox, et retransmise sur Radio 1 (de la BBC) dans laquelle, entre autres, Moore jouait le navigateur d'un avion Tornado de la RAF en duel aérien, dont le pilote grognait dans la radio, disant : « Soit j'ai subi une commotion, ou soit je vois Patrick Moore en train de combattre un extra-terrestre. Et on voit pas ça tous les jours ! ».
Il est également apparu dans les émissions It's a Celebrity Knockout, Blankety Blank et dans la série TV Face the Music. Il a revêtu au moins une fois une combinaison spatiale au cinéma. Malgré sa conviction que la vie puisse très bien exister ailleurs dans l’univers, il a affirmé penser qu’aucun contact réel n’a existé avec la vie extraterrestre et dénonce toutes les théories d’origine extraterrestre des OVNI.
Jusqu’à ce que son arthrite le contraigne à renoncer, Moore était un musicien passionné et un joueur de xylophone confirmé. Il a composé un ensemble d’œuvres substantiel comprenant deux opérettes. Un ballet s’appuyant sur sa musique a également été écrit : le Drame de Lyra. Avec une chorégraphie de Richard Slaughter et sur une trame de Beryl Phelps, la première mondiale fut donnée en présence de Sir Patrick à Salisbury, à l’occasion de son 80e anniversaire.
À l’occasion, il a joué au Royal Variety Performance, et il est apparu dans un épisode chanté et dansé de l’émission spéciale de Noël de Morecambe and Wise. En 1988, c’est comme invité de Have I Got News For You} qu’il accompagnait le thème de clôture de l’émission au xylophone, et il accompagna une fois Albert Einstein qui jouait au violon Le Cygne de Camille Saint-Saëns. Ils n’ont malheureusement pas été enregistrés.
Il figure sur les listes de l’Internet Movie Database comme consultant en musique (non crédité) du film de Stanley Kubrick et Arthur C. Clarke, 2001, l'Odyssée de l'espace. Patrick Moore était aussi le sujet d’un dessin animé populaire sur internet baptisé « Patrick Moore plays the xylophone ».
Il est ami avec Brian May, guitariste du groupe Queen et astrophysicien, qu’il invite parfois à l’émission The Sky At Night. Ils ont coécrit avec Chris Lintott un ouvrage baptisé Bang ! The Complete History of the Universe.
Ses livres portent principalement sur l’astronomie, mais il est également auteur de quelques romans de science-fiction. Ses premiers romans étaient des séries traitant des premiers arrivants sur Mars, dont Mission to Mars et The Voices  of Mars, suivis en 1977 du début des séries Scott Saunders Space Adventure, particulièrement destinées à une audience plus jeune, et qui compta finalement six romans. En 1983, il publia sous le pseudonyme de R.T. Fishall Bureaucrats: How to Annoy Them. En 1986, on l’identifia comme coauteur d’un livre publié en 1954 qui s’appelait Flying Saucer from Mars, attribué à Cedric Allingham, se moquant de ceux qui y croient. Moore n’a jamais admis cette implication.
En janvier 1998, à son domicile de Selsey, une partie de son observatoire, fut détruit par une tornade qui traversa la région.  L’observatoire fut ensuite reconstruit.
Comme beaucoup d’autres célébrités, Patrick Moore a fait l’objet d’imitations de la part du comédien Jon Culshaw, lors de l’émission Dead Ringers sur BBC Radio 4. À cette occasion, Jon Culshaw joua Tom Baker dans Fourth Doctor (Doctor Who), supposé consulter Moore sur différents sujets en relations avec l’astronomie. Moore, informé du projet confondit Culshaw en improvisant une imitation du techno-babillage habituel au comédien, ce qui eut pour résultat une des rares pause de ce dernier, à la recherche d’une réponse.

## Militantisme
Moore est connu pour sa vision politique empreinte de conservatisme. Dans les années 1970, il préside l’United Country Party, un parti politique opposé  à l’immigration, poste qu’il occupe jusqu’à ce que ce parti soit absorbé par le New Britain Party en 1980. Il rejoint ensuite le Parti conservateur, puis ultérieurement l’United Kingdom Independence Party, devenant un partisan de longue haleine et le chef de file du parti des eurosceptiques. Moore présenta le DVD Britain on the Brink, un documentaire exposant selon lui la « vérité » dissimulée à la population britannique sur le fait que le pays était un État-membre de l’Union européenne.

Il s’opposa à la guerre en Irak, affirmant : 
« L’aventure de Mr Bush en Irak aurait pu payer la totalité du programme spatial pendant plusieurs années… Je pense que M. Bush est fou à lier. Cet homme est un danger. Si nous ne faisons pas attention, il plongera le monde dans la troisième guerre mondiale. Il est saoulé par le pouvoir, voyez-vous. S’il part en guerre en Iran ou en Corée du Nord, gros problèmes ! Quelle est la différence entre Robert Mugabe et Saddam Hussein ? Mugabe ne produit pas de pétrole! »
Il s'est opposé à la chasse au renard. Toute sa vie, il a aimé les animaux, soutenant activement de nombreuses ligues de protections, notamment la Cats Protection League. Il éprouve une affinité particulière pour les chats et en possédait deux.

## Vie personnelle
Du fait de sa très longue carrière télévisuelle et de son comportement excentrique, Moore est largement connu et il est devenu un personnage public populaire, même pour ceux qui ne s’intéressent pas à l’astronomie. En 1976, cette popularité fut mise à profit pour un poisson d’avril très efficace. Moore annonça à 9 h 47 qu’un évènement qui ne se produit « qu’une seule fois dans votre vie » allait se réaliser : Pluton allait passer derrière Jupiter et causer un alignement gravitationnel qui réduirait la gravité propre de la Terre. Moore avertit les auditeurs que s’ils sautaient en l’air au moment précis où se déroulait l’évènement, ils ressentiraient une impression temporaire de flotter. La BBC reçut de nombreux appels téléphoniques d’auditeurs confirmant ressentir cette sensation.
Moore a adhéré à la Flat Earth Society par ironie.
Le 7 mars 2006, il est hospitalisé. On lui installe un régulateur cardiaque artificiel.

En mai 2007, il fait une apparition lors de l’émission de la BBC2 (Studio 101). Pendant l’émission, il affirme, par provocation, que la BBC allait « à la ruine à cause des femmes », faisant ce commentaire : 
« Le problème, c’est que la BBC est maintenant dirigée par des femmes, et on y voit des soap-operas, des émissions culinaires, des jeux… On n’aurait pas vu ça de mon temps. »
 Le porte-parole de la BBC décrivit Moore comme une des personnalités préférée des téléspectateurs, et remarqua que ses perceptions abruptes constituaient précisément « tout ce que nous aimons chez lui ».

## Livres
Patrick Moore a écrit un grand nombre de livres populaires, parmi lesquels :
- Patrick Moore's Data Book of Astronomy (avec Robin Rees), 2011,  (ISBN 9780521899352)
- Our Universe: Facts, Figures and Fun, 2007,  (ISBN 1904332412)
- 2004 The Yearbook of Astronomy, 2003,  (ISBN 0333989414)
- The Star of Bethlehem, 2001,  (ISBN 095378682X)
- Patrick Moore's Guide to the 1999 Total Eclipse , 1999,  (ISBN 075221814X)
- Countdown!, or, How nigh is the end?, 1999,  (ISBN 0718122917)
- Patrick Moore on Mars, 1998,  (ISBN 0304350699)
- Eyes on the Universe: Story of the Telescope, 1997,  (ISBN 3540761640)
- Exploring the Earth and Moon, 1997,  (ISBN 1853614475)
- Philip's Guide to Stars and Planets, 1997,  (ISBN 0540072354)
- Brilliant Stars, 1997,  (ISBN 0304349720)
- The Sun and the Moon (Starry Sky), 1996,  (ISBN 0099679116)
- The Guinness Book of Astronomy, 1995,  (ISBN 085112643X)
- The Stars (Starry Sky), 1996,  (ISBN 0099678810)
- The Sun and the Moon (Starry Sky), 1996,  (ISBN 0099679116)
- The Planets (Starry Sky), 1996,  (ISBN 0099678918)
- New Guide to the Planets, 1993,  (ISBN 0283061456)
- Mission to the Planets, 1991,  (ISBN 030434088X)
- Exploring the Night Sky with Binoculars, 1988,  (ISBN 0521368669)
- Space Travel for the Under Tens, 1988,  (ISBN 0540011797)
- The Astronomy Encyclopaedia, 1987,  (ISBN 0855336048)
- Television Astronomer: Thirty Years of the "Sky at Night", 1987,  (ISBN 024554531X)
- Explorers of Space, 1986,  (ISBN 0861340922)
- Armchair Astronomy, 1984,  (ISBN 0850597188)
- New Observer's Book of Astronomy, 1983,  (ISBN 0723216460)
- Astronomy Quiz Book, 1978,  (ISBN 055254132X)
- Next Fifty Years in Space, 1976,  (ISBN 0860020339)
- Can You Speak Venusian?, 1972,  (ISBN 0352397764)
- Observer's Book of Astronomy, 1971,  (ISBN 0723215243)